# 尼基福羅夫卡區

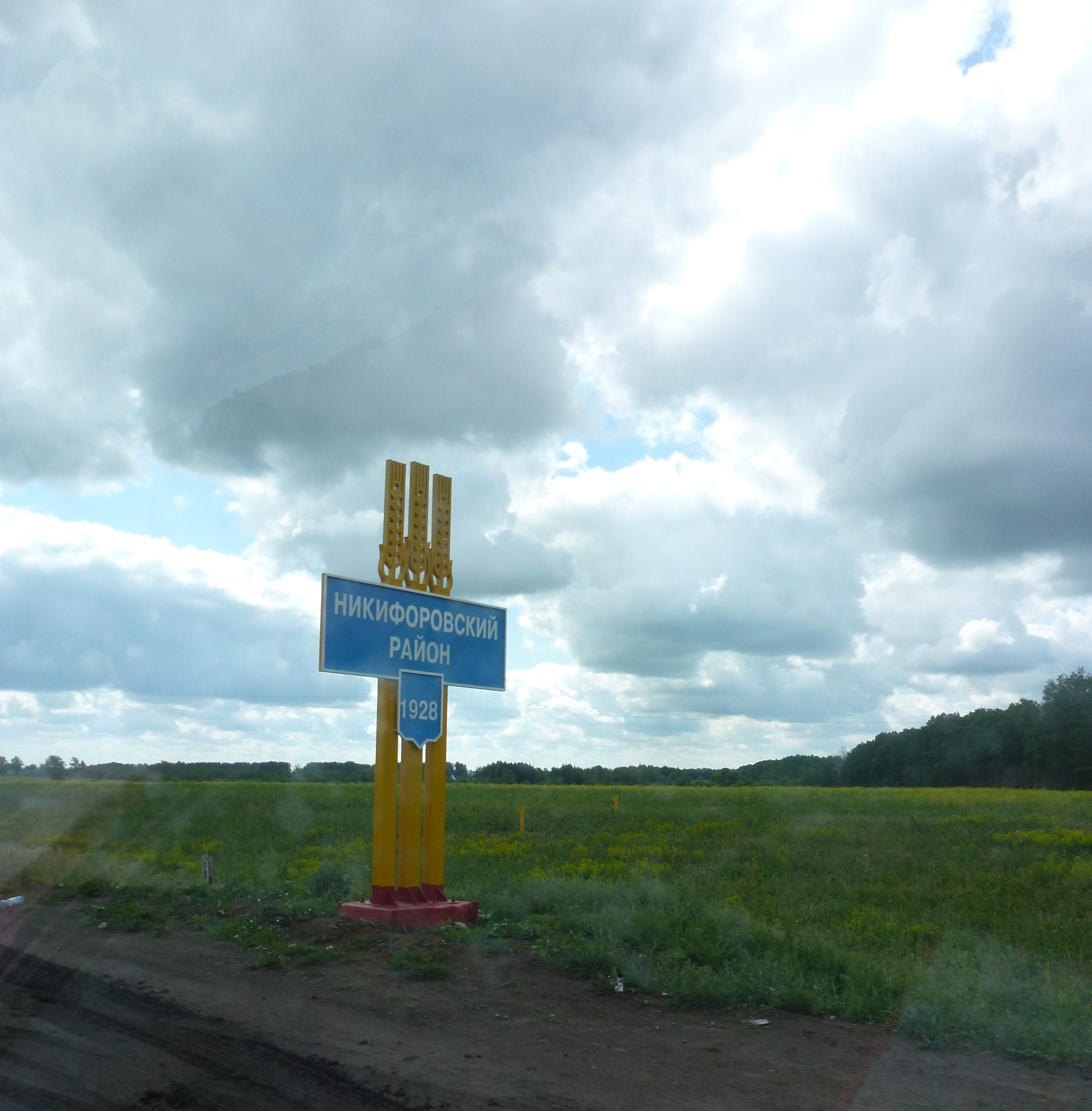

52°53′04″N 40°47′22″E / 52.88444°N 40.78944°E
尼基福羅夫卡區（俄语：Никифоровский район），是俄羅斯的一個區，位於該國西部，由坦波夫州負責管轄，面積1,191.4平方公里，2010年人口20,066，人口密度每平方公里16.84人。